# 호르무즈 해협

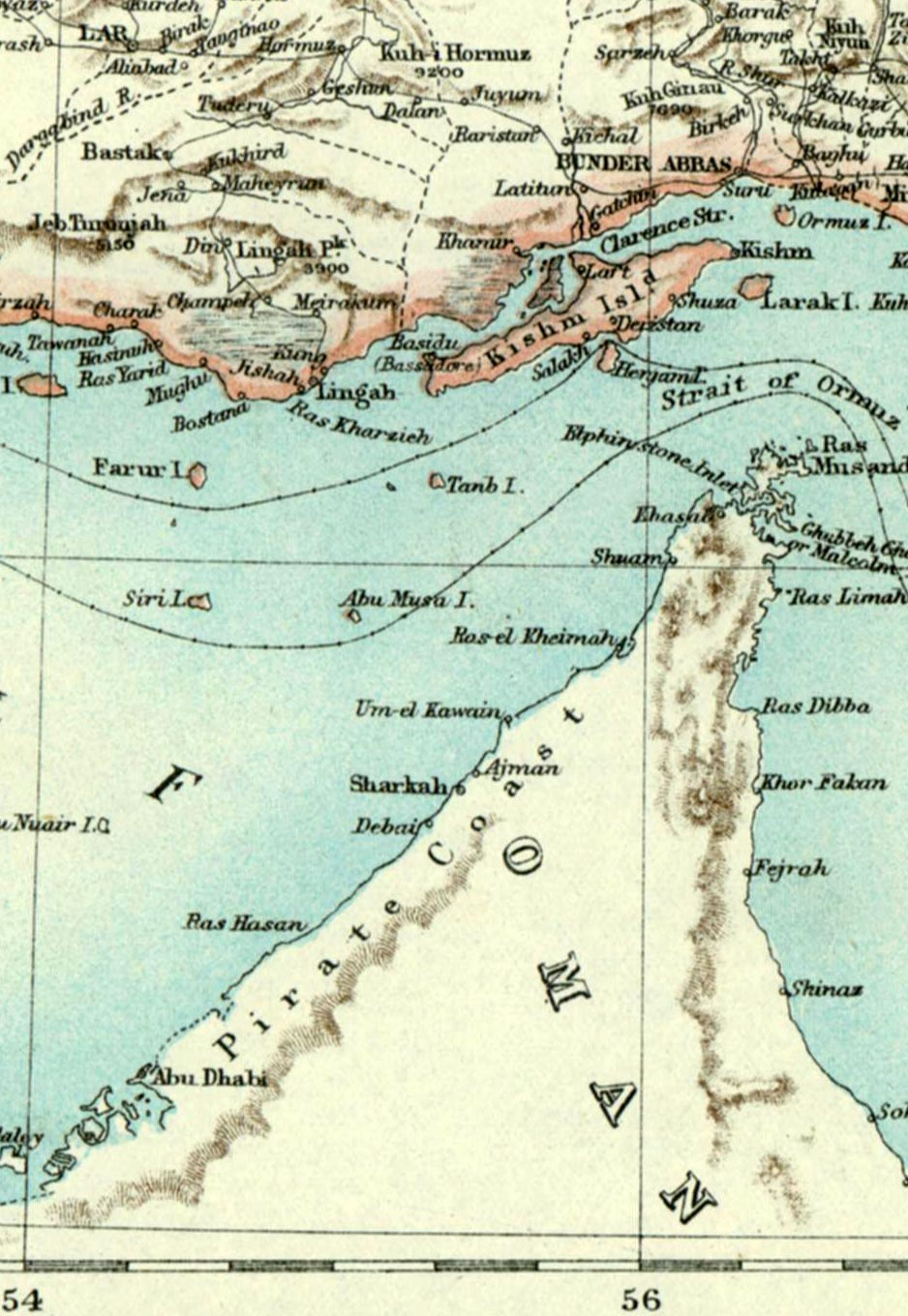
호르무즈 해협은 북쪽의 이란과 남쪽의 오만령 무산담주 및 아랍에미리트를 가른다. (1892년 지도)

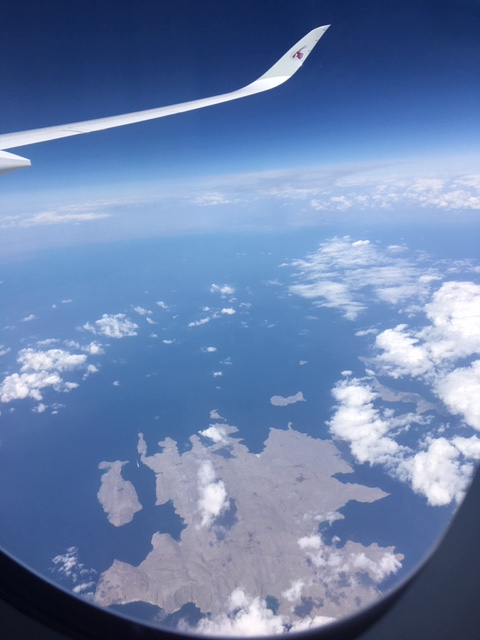
상공에서 비행기에서 본 호르무즈 해협. 무산담이 전경에 있다.

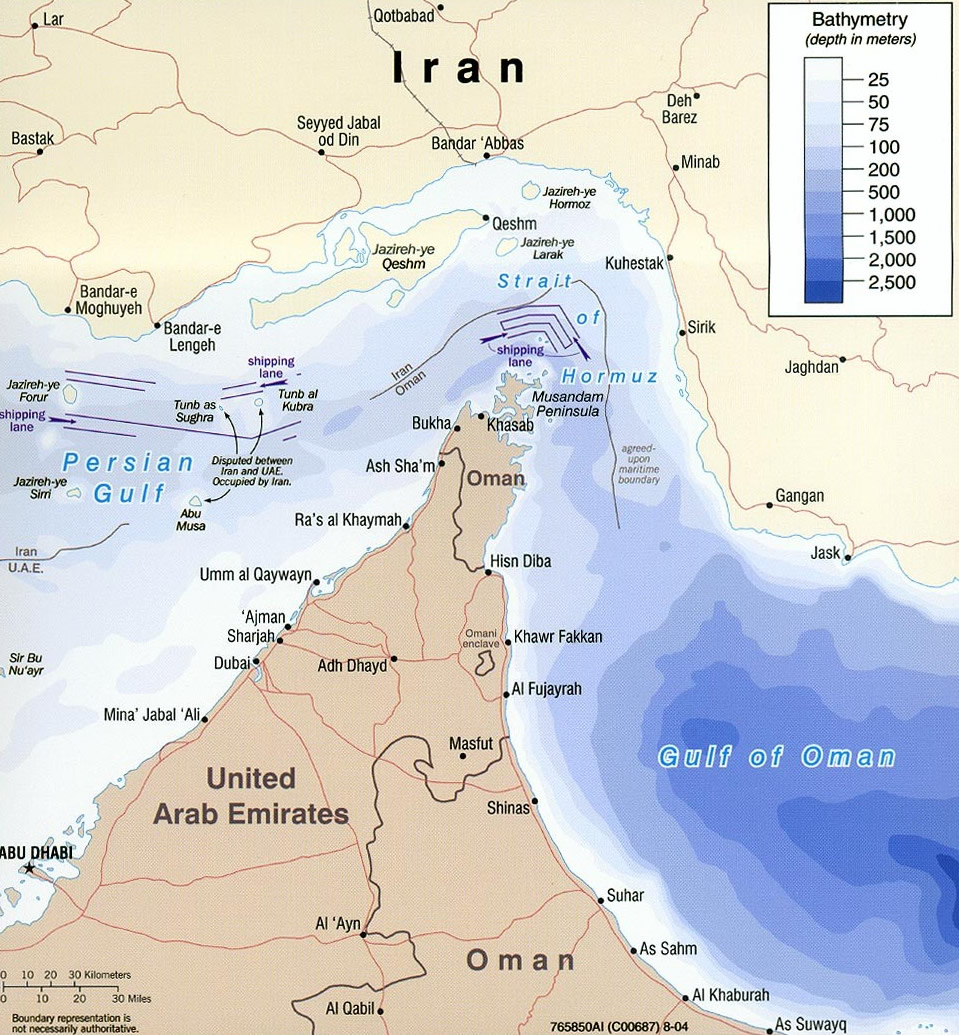
해상 정치 경계가 표시된 호르무즈 해협 지도 (2004)

호르무즈 해협(Strait of Hormuz, /hɔːrˈmuːz/ 페르시아어: تنگهٔ هُرمُز Tangeh-ye Hormoz listen (도움말·정보), 아랍어: مَضيق هُرمُز Maḍīq Hurmuz)은 페르시아만과 오만만 사이의 해협이다. 페르시아만에서 대양으로 나가는 유일한 해로이며 세계에서 가장 전략적으로 중요한 조임목 중 하나이다. 북쪽 해안에는 이란이 있고, 남쪽 해안에는 아랍에미리트와 오만의 월경지인 무산담 반도가 있다. 이 해협은 길이가 약 104 마일 (90 nmi; 167 km)이며 폭은 약 60 mi (52 nmi; 97 km)에서 24 mi (21 nmi; 39 km)까지 다양하다. 과거에는 이 근처에 호르무즈 왕국이 있었고, 15세기에 명나라의 정화가 기항한 홀로모사(忽魯謨斯)라는 도시가 있었던 것으로 추정된다.
2019년 기준으로 전 세계 액화천연가스의 3분의 1과 전체 세계 석유 소비량의 거의 25%가 이 해협을 통과하여 국제 무역에서 매우 중요한 전략적 요충지가 되고 있다. 바부르의 회고록에 따르면 저가 견과류가 멀리 떨어진 페르가나 분지 지역에서 호르무즈까지 운송되어 시장에 도달했다고 한다.
2025년 6월 22일, 이란 의회는 미국의 이란 핵 시설 공습에 대응하여 호르무즈 해협 폐쇄에 투표했다. 이 결정은 이란 최고국가안보위원회의 승인을 기다리고 있다. 2025년 6월 현재까지 중동 분쟁 중 해협이 폐쇄된 적은 한 번도 없다.

## 어원
호르무즈 해협은 서기 309년부터 379년까지 통치했던 페르시아의 샤푸르 2세 국왕의 어머니인 이페라 후르미즈의 이름을 따서 명명되었을 수 있다.
페르시아만 입구는 1세기 선원 안내서인 에리트라해 페리플루스에서 설명되었지만, 이름은 주어지지 않았다.
이 칼라이 제도 상류 끝에는 칼론이라는 산맥이 있고, 그 너머 멀지 않은 곳에 페르시아만 입구가 있는데, 이곳에서는 진주조개 채취가 활발하다. 해협의 왼쪽에는 아사본이라는 큰 산맥이 있고, 오른쪽에는 세미라미스라는 또 다른 둥글고 높은 산이 뚜렷하게 보인다. 이들 사이의 해협을 가로지르는 통로는 약 600스타디아이며, 그 너머로 매우 크고 넓은 바다인 페르시아만이 내륙 깊숙이 뻗어 있다. 이 만의 상류 끝에는 차라엑스 스파시니와 유프라테스 강 근처에 위치한 아폴로구스라는 법정 시장 도시가 있다.— 에리트라해 페리플루스, 35장

10세기~17세기에는 해협에 이름을 부여한 것으로 보이는 호르무즈 왕국이 이곳에 위치했다. 학자, 역사가, 언어학자들은 "호르무즈"라는 이름이 야자나무를 의미하는 현지 페르시아어 단어 هورمغ Hur-mogh에서 파생되었다고 본다. 이 단어가 조로아스터교 신인 هرمز 호르모즈(아후라 마즈다의 변형)의 이름과 유사하여 이 단어들이 관련이 있다는 믿음이 생겼다.

## 항해
충돌 위험을 줄이기 위해 해협을 통과하는 선박은 교통 분리 방식을 따른다. 입항 선박은 한 차선을 사용하고, 출항 선박은 다른 차선을 사용하며, 각 차선은 폭이 2마일이다. 차선은 폭 2마일의 "중앙분리대"로 분리되어 있다.
해협을 통과하기 위해 선박은 해양법에 관한 유엔 협약의 무해 통항 규정에 따라 이란과 오만의 영해를 통과한다. 모든 국가가 이 협약을 비준한 것은 아니지만, 미국을 포함한 대부분의 국가는 이 협약에 성문화된 관습적인 항해 규칙을 수용하고 있다.
1959년 4월, 이란은 영해를 12 nmi (22 km)로 확장하고 새로 확장된 지역을 통한 무해 통항만을 인정하겠다고 선언함으로써 해협의 법적 지위를 변경했다. 1972년 7월, 오만도 법령으로 영해를 12 nmi (22 km)로 확장했다. 그리하여 1972년 중반까지 호르무즈 해협은 이란과 오만의 영해로 완전히 "폐쇄"되었다. 1970년대에는 이란과 오만 모두 해협을 통한 군함 통항을 방해하려 하지 않았지만, 1980년대에는 두 국가 모두 관습법(구법)과는 다른 주장을 내세웠다. 1989년 8월 해양법에 관한 유엔 협약을 비준할 때, 오만은 영해를 통한 무해 통항만 허용된다는 1981년 왕실 법령을 확인하는 선언을 제출했다. 이 선언은 외국 군함이 오만 영해를 통과하려면 사전 허가가 필요하다고 추가로 주장했다. 1982년 12월 협약에 서명할 때, 이란은 "국제 항해에 사용되는 해협을 통한 통항권을 포함하여, 해양법 협약의 당사국만이 그에 따라 생성된 계약상의 권리를 누릴 자격이 있다"고 선언했다. 1993년 5월, 이란은 해역에 관한 포괄적인 법률을 제정했는데, 그 중 여러 조항은 군함, 잠수함, 핵추진 선박이 이란 영해를 통한 무해 통항을 행사하기 전에 허가를 받아야 한다는 요구 사항을 포함하여 해양법에 관한 유엔 협약 조항과 상충된다. 미국은 오만과 이란의 어떤 주장도 인정하지 않으며 각 주장에 이의를 제기해 왔다.
오만은 호르무즈 해협의 교통 분리 방식을 감시하기 위한 레이더 사이트 Link Quality Indicator (LQI)를 가지고 있다. 이 사이트는 무산담주 봉우리의 작은 섬에 위치해 있다.

## 석유 무역 흐름

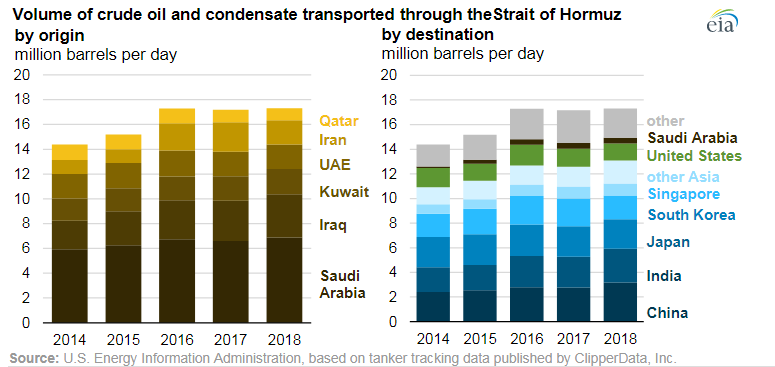
호르무즈 해협을 통한 석유 무역, 원산지 및 목적지별, 2014-2018

전략국제연구센터의 2007년 보고서 또한 매일 1,700만 배럴의 석유가 페르시아만을 통해 운송되었으며, 해협을 통한 석유 흐름은 전 세계 무역 석유의 약 40%를 차지했다고 밝혔다.
미국 에너지 관리청에 따르면, 2011년에는 하루 평균 14척의 유조선이 해협을 통해 페르시아만을 벗어나 1,700만 m³의 원유를 운반했다. 이는 전 세계 해상 석유 운송량의 35%와 전 세계적으로 거래되는 석유의 20%를 차지하는 양이다. 보고서는 이러한 원유 수출의 85% 이상이 일본, 인도, 대한민국, 중화인민공화국 등 아시아 시장으로 향했다고 밝혔다. 2018년에만 하루 2,100만 배럴이 해협을 통과했는데, 이는 2019년 9월 가격으로 하루 11억 7천만 달러어치의 석유에 해당한다.

## 사건

### 유조선 전쟁
이란-이라크 전쟁의 유조선 전쟁은 1984년 초 이라크가 이란의 카그섬의 석유 터미널과 유조선을 공격하면서 시작되었다. 사담 후세인이 이란 선박을 공격한 목적은, 무엇보다도 이란이 극단적인 보복을 하도록 도발하여 호르무즈 해협의 모든 해상 교통을 폐쇄하도록 유도함으로써 미국의 개입을 강제하려는 것이었다. 이란은 보복 공격을 이라크 선박에 한정하여 해협을 개방 상태로 유지했다.

### 프레잉 맨티스 작전
프레잉 맨티스 작전은 1988년 4월 18일, 미군이 이란-이라크 전쟁 중 페르시아만의 공해 (바다)에 기뢰를 부설하여 미국 군함에 피해를 입힌 것에 대한 보복으로 이란 영해 내에서 감행한 공격이었다. 미 해군은 항공모함 USS 엔터프라이즈 (CVN-65)와 순양함 호위함인 USS 트럭스턴 (CGN-35)의 항공기 외에 여러 수상함 그룹으로 공격했다. 공격은 두 수상 그룹의 협동 타격으로 시작되었다.

### 이란 항공 655편 격추 사건
1988년 7월 3일, 이란 항공 에어버스 A300기가 해협 상공에서 미국 해군 유도 미사일 순양함 USS 빈센즈 (CG-49)에 의해 전투기로 오인되어 격추당해 290명이 사망하는 사건이 발생했다.

### USS 뉴포트 뉴스와 유조선 모가미가와호 충돌
2007년 1월 8일, 잠수함 USS 뉴포트 뉴스 (SSN-750)가 해협 남쪽에서 수중 항해 중 일본 국적의 30만 톤급 초대형 유조선 MV 모가미가와와 충돌했다. 부상자는 없었고, 유조선에서 기름도 유출되지 않았다.

### 2008년 분쟁

#### 2008년 미국-이란 해군 분쟁
2007년 12월과 2008년 1월에 호르무즈 해협에서 이란 고속 모터보트와 미 해군 전함 간의 일련의 해상 교착상태가 발생했다. 미국 관리들은 이란이 해군 함정을 괴롭히고 도발했다고 비난했지만, 이란 당국은 이 혐의를 부인했다. 2008년 1월 14일, 미 해군 당국자는 1월 16일 미국방부 펜타곤 발표 내용과 모순되는 것으로 보였다. 이 성명에서 미국방부는 미국 선박이 이란 선박에 접근하다가 피격당했다고 보도했다. 해군 지역 사령관인 케빈 코스그리프 부제독은 이란은 “대함 미사일이나 어뢰도 없었다”며 “이 소형 보트가 두려워 제5함대 (미국)가 조치하는 일은 없을 것”이라고 말했다.

#### 이란 방위 정책
2008년 6월 29일, 이란 혁명수비대 사령관 모하마드 알리 자파리는 이스라엘이건 미국이건 이란을 공격한다면, 석유 시장에 혼란을 주기 위해 호르무즈 해협을 봉쇄할 것이라고 말했다. 이란 석유 장관과 다른 정부 관리들의 다소 모호한 위협이 뒤를 이었으며, 이란에 대한 공격이 세계 석유 공급에 혼란을 초래할 것이라고 경고했다.
이란 맞은편 페르시아만의 바레인에 주둔한 미국 제5함대 사령관 케빈 코스그리프 부제독은 그러한 이란의 행동은 전쟁 행위로 간주될 것이며, 미국은 이란이 세계 석유 공급의 거의 3분의 1을 인질로 잡는 행위를 용납할 수 없다고 경고했다.
2008년 7월 8일, 이란 최고 지도자 알리 하메네이의 중급 성직자 보좌관인 알리 쉬라지는 이란 학생 통신을 인용해 혁명 수비대에 다음과 같이 말했다고 전했다.
| “ | 시오니스트 정권이 백악관 관리들을 부추겨 이란을 공격하도록 유도하고 있다. 만약 그들이 그런 어리석은 짓을 저지른다면, 텔아비브와 페르시아만의 미국 선박들은 이란의 첫 번째 목표물이 되어 불에 타버릴 것이다. | ” |

#### 2008년 해군 작전
2008년 7월 마지막 주, 브림스톤 작전에서 수십 척의 미국 및 외국 해군 함정이 이란 해안 근처 얕은 수심에서 군사 활동을 위한 합동 훈련을 실시했다.
2008년 8월 11일 기준으로, 40척 이상의 미국 및 연합군 함정이 호르무즈 해협으로 향하고 있는 것으로 보고되었다. 일본에서 온 미국 전투기 전투 분대는 이미 페르시아만에 배치되어 있던 두 전투기 부대를 보완하여, 잠수함을 제외하고 총 5개의 전투 집단을 구성했다.

### USS 하트퍼드와 USS 뉴올리언즈의 충돌
2009년 3월 20일, 미국 해군의 로스앤젤레스급 잠수함 USS 하트퍼드 (SSN-768)가 샌안토니오급 상륙수송선거함 USS 뉴올리언즈 (LPD-18)와 해협에서 충돌했다. 이 충돌로 하트퍼드에 탑승해 있던 15명의 해병이 경상을 입었고, 뉴올리언즈의 연료탱크가 파열되어 25,000 미국 갤런 (95 m3)의 해군 디젤유가 누출되었다.

### 2011년-2012년 미국-이란 긴장
2011년 12월 27일, 이란의 부통령 모하마드 레자 라히미는 경제 제재가 이란의 석유 수출을 제한하거나 중단시킨다면 해협의 석유 공급을 차단하겠다고 위협했다. 미국 제5함대 대변인은 함대가 "악의적인 행동에 항상 대응할 준비가 되어 있다"고 말했고, 이란 해군의 하비볼라 사야리 제독은 석유 운송을 차단하는 것이 "매우 쉽다"고 주장했다. 초기 유가 2% 상승에도 불구하고 시장은 이란의 위협에 크게 반응하지 않았으며, 석유 분석가 토르비요른 바크 옌센은 "그들은 해당 지역에 있는 미국의 하드웨어 때문에 오랫동안 흐름을 막을 수 없다"고 결론지었다.

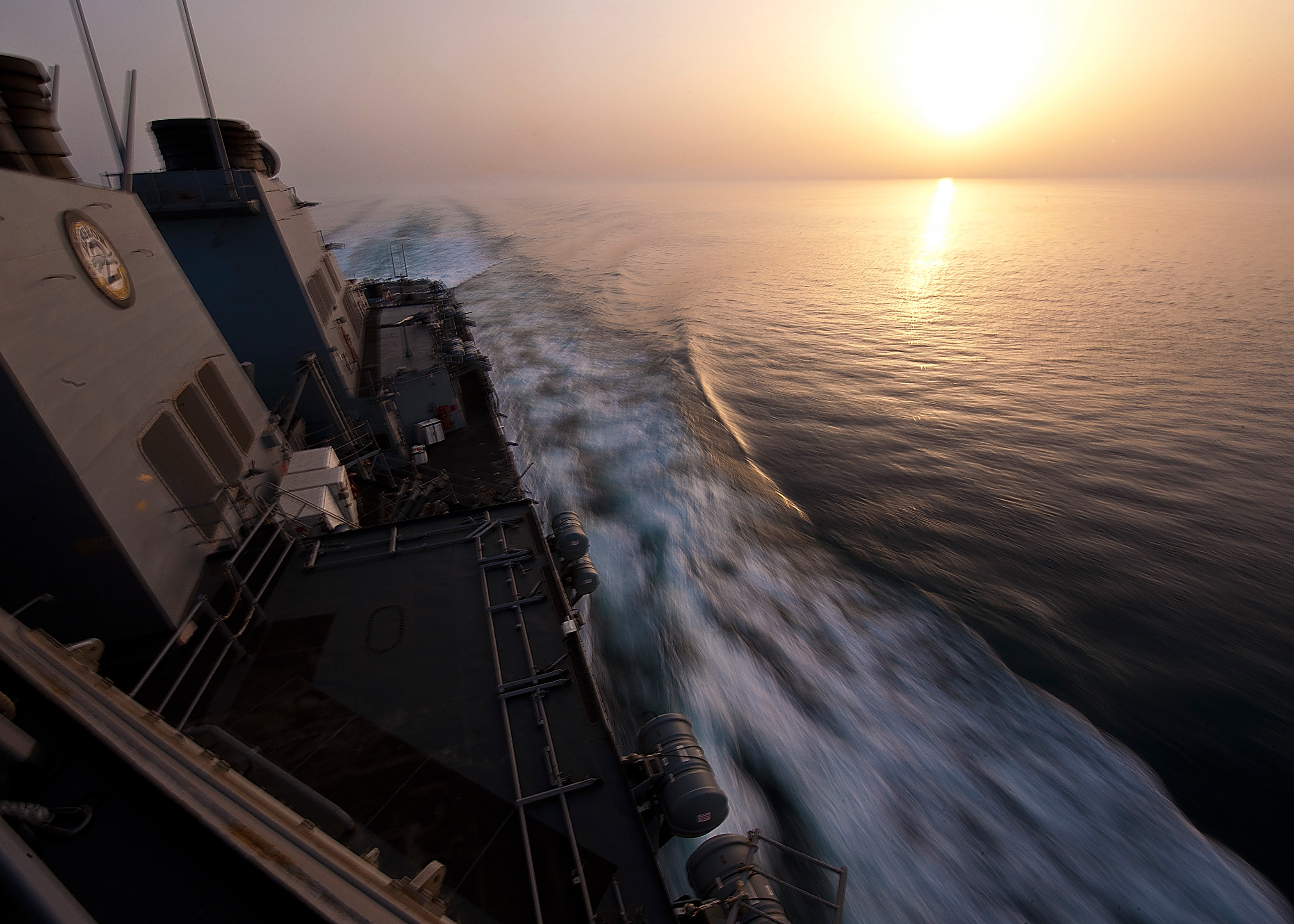
유도미사일 구축함 USS 포터 (DDG-78)가 2012년 5월 호르무즈 해협을 통과하고 있다. 포터함은 미국 제5함대에 배치되어 있다.

2012년 1월 3일, 이란은 미 해군이 항공모함을 다시 페르시아만으로 이동시킬 경우 조치를 취하겠다고 위협했다. 이란 육군 참모총장 아타올라 살레히는 이란의 해군 훈련 때문에 미국이 항공모함을 페르시아만 밖으로 이동시켰으며, 함선이 돌아올 경우 이란이 조치를 취할 것이라고 말했다. 그는 "이란은 경고를 반복하지 않을 것이다... 적의 항공모함은 우리 훈련 때문에 오만만으로 이동했다. 나는 미국 항공모함에 페르시아만으로 돌아오지 말 것을 권고하고 강조한다"고 말했다. 미 해군 대변인 빌 스피크스 사령관은 미국 군사 자산 배치가 관례대로 계속될 것이라고 답하며 "미 해군은 국제 해양 협약에 따라 전 세계 상업에 중요한 수로에서 지속적이고 안전한 해상 교통 흐름을 보장하기 위해 항상 높은 경계 태세를 유지한다"고 말했다. 이란의 초기 발언은 유가 시장에 거의 영향을 미치지 않았지만, 새로운 제재와 더불어 후속 발언은 원유 선물 가격을 4% 이상 끌어올렸다. 가격 상승 압력은 중국의 대응, 즉 2012년 1월 이란산 석유 구매를 2011년 대비 50% 줄임으로써 더욱 심화된 불확실성으로 인해 발생했다.
2012년 1월까지 미국 주도의 제재는 이란 통화 가치가 12% 하락하는 등 경제적 영향을 보이기 시작했다. 프랑스 외무장관 알랭 쥐페의 발언은 이란 통화에 더 큰 압력을 가했다. 그는 더욱 "엄격한 제재"를 요구하고 유럽 연합 국가들이 이란 중앙은행 자산을 동결하고 석유 수출을 금지하는 데 미국을 따르도록 촉구했다고 인용되었다.

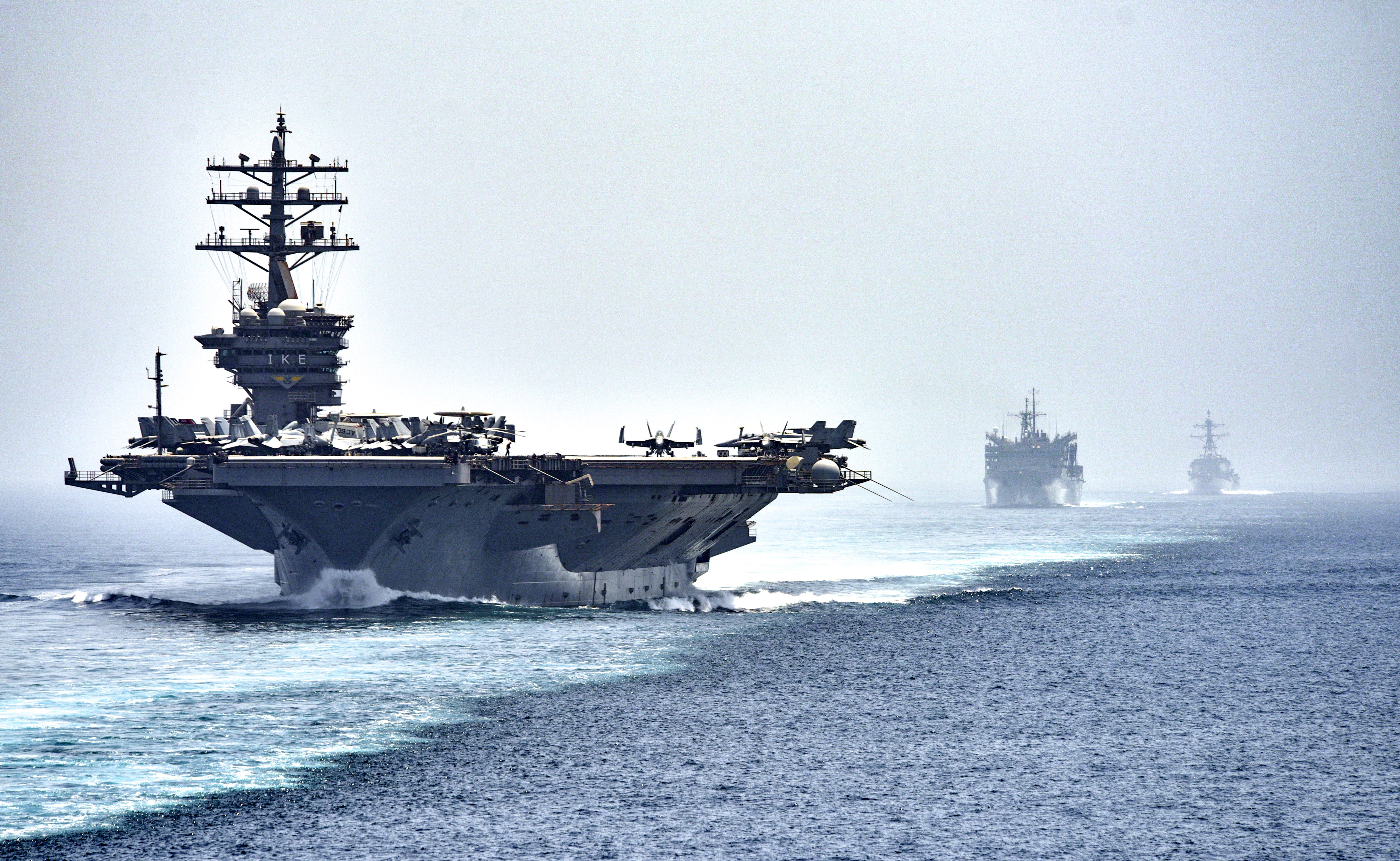
2016년 7월 21일 호르무즈 해협을 통과하는 미국 해군 호송대

2012년 1월 9일, 이란 국방장관 아흐마드 바히디는 이란이 해협 폐쇄를 주장한 적이 없다고 부인하며 "이란은 해협의 가장 중요한 안보 제공자이다... 만약 누군가 페르시아만의 안보를 위협한다면, 모두가 위협받을 것"이라고 말했다. 이란 외교부는 1월 16일 미국으로부터 서한을 받았음을 확인했으며, 서한 내용은 공개되지 않았지만 당국이 회신 여부를 검토 중이라고 밝혔다. 미국은 앞서 이란에 해협 폐쇄는 미국의 대응을 유발할 "레드라인"이라고 경고할 의사를 밝힌 바 있다. 마틴 뎀프시 합동참모본부 의장은 미국이 "행동을 취하고 해협을 재개방할 것"이며, 이는 기뢰 제거함, 군함 호위 및 잠재적인 공습을 포함한 군사적 수단으로만 달성될 수 있다고 말했다. 리언 패네타 국방장관은 이란이 해협을 폐쇄하는 것을 미국이 용납하지 않을 것이라고 군인들에게 말했다. 그럼에도 불구하고 이란은 해협 폐쇄가 석유 시장에 미칠 영향에 대해 계속 논의하며, 공급 중단은 "어떤 나라도 감당할 수 없는" 충격을 초래할 것이라고 말했다.
1월 23일까지 이란의 해협 폐쇄 위협에 반대하는 국가들이 함대를 구성했다. 이 함선들은 이란 해안을 따라 페르시아만과 아라비아해에서 작전을 수행했다. 이 함대에는 미국 항공모함 3척, 구축함 3척, 구축함 HMS 데어링 (D32)을 및 23형 호위함 4척을 포함한 영국 군함 7척, 그리고 프랑스 군함 라 모트-피케 호위함이 포함되었다. 1월 24일, 유럽 연합이 이란산 석유에 대한 제재를 가하자 긴장은 더욱 고조되었다. 이란 의회 의원인 모하마드 코사리 외교 및 국가안보위원회 부위원장은 "이란산 석유 판매에 어떤 방해가 발생하면 호르무즈 해협은 분명히 폐쇄될 것"이라고 말했다.

### 2015년 MV 머스크 티그리스 압류 사건
2015년 4월 28일, 이슬람 혁명 수비대 해군 순찰정들이 서쪽으로 해협을 통과하던 마셜 제도 국적의 컨테이너선 머스크 티그리스호에 접근하여 이란 영해로 더 진입하라고 지시했다고 미국 국방부 대변인이 밝혔다. 선장이 이를 거부하자 이란 선박 중 한 척이 머스크 티그리스호 함교를 향해 총격을 가했다. 선장은 이에 응하여 라라크섬 근처 이란 영해로 진입했다. 미 해군은 상황을 감시하기 위해 항공기와 구축함 USS 패러거트 (DDG-99)를 파견했다.
머스크는 2005년 두바이로 운송된 컨테이너 10개 상자에 대한 분쟁에 대한 이란 법원의 판결에 따라 이란 회사에 16만 3천 달러를 지급하기로 합의했다고 밝혔다. 항소 법원은 벌금을 360만 달러로 올렸다.

### 2018년 해협 폐쇄 위협
2018년 7월, 이란은 다시 해협 폐쇄 위협을 가했다. 이는 그 해 초 미국이 포괄적 공동행동계획에서 탈퇴한 후 다가오는 미국의 제재를 인용한 것이었다. 이란의 이슬람 혁명 수비대는 필요할 경우 조치를 실행할 준비가 되어 있다고 보고했다.
2018년 8월, 이란은 2018년 처음으로 탄도 미사일을 시험 발사했다. 관계자에 따르면, 대함 파테-110 모드 3는 호르무즈 해협 상공의 비행 경로를 따라 이란 사막의 시험장까지 100마일 이상 비행했다. 익명을 요구한 미국 관계자는 발사에 대해 "해안 대 해안"이라고 설명했다.

### 2019년 해협 폐쇄 위협
2019년 4월 22일, 미국은 이란에 대한 경제 제재의 일환으로 일부 이란 고객이 재정적 불이익 없이 이란산 석유를 수입할 수 있도록 허용했던 석유 면제를 종료했다. 이는 2019년 4월 이란이 해협 폐쇄 위협을 제기하면서 호르무즈 해협에서 파장이 일었다.
알자지라는 이란군 모하마드 바게리 소장을 인용하여 "우리는 호르무즈 해협을 폐쇄하려는 것이 아니지만, 적의 적대 행위가 증가하면 그렇게 할 수 있을 것"이라고 보도했다. 바게리는 또한 "우리 석유가 통과하지 못하면 다른 나라의 석유도 호르무즈 해협을 통과하지 못할 것"이라고 말했다.

### 2019년 미국-이란 긴장과 유조선 공격
2019년 이후 이란은 정치적 문제로 인해 다양한 선박을 공격하고 나포해 왔다. 2019년 6월 13일 오전, 유조선 프론트 알테어 호와 코쿠카 쿠라주어스 호가 새벽 직전 폭발로 흔들렸고, 후자의 승무원들은 비행 물체가 선박을 공격하는 것을 보았다고 보고했다. 코쿠카 쿠라주어스 호의 승무원들은 구축함 USS 베인브리지 (DDG-96)에 의해 구조되었고, 프론트 알테어 호의 승무원들은 이란 선박들에 의해 구조되었다. 그날 오후 마이크 폼페이오 미국 국무장관은 이란의 공격을 비난하는 성명을 발표했다. 이란은 이후 이 사건을 위장 공격이라고 부르며 혐의를 부인했다.
2019년 7월, 영국 국적의 스타나 벌크 유조선 스타나 임페로가 이란군에 의해 나포되었다. 이란 혁명수비대 대변인 압바스 알리 카드호다이는 이번 나포를 "상호 조치"라고 묘사했다고 인용되었다. 이는 며칠 전 지브롤터에서 시리아로 향하던 이란 유조선 그레이스 1이 나포된 것에 대한 언급으로 추정된다.
2020년, 프랑스는 해상 무역, 지역 사업을 보호하고 지역 긴장을 완화하기 위해 CTF474 아래 약 600명의 병력을 해상 및 공중에 배치했다. 2020년 4월 첫째 주부터 이 작전은 네덜란드 호위함 루이터, 프랑스 호위함 포르뱅, 그리고 프랑스 항공기 ATLANTIC2 (ATL2)를 결합한다.

### 2020년 이란 군사 활동
2020년 5월, 이란은 자체 선박에 미사일을 발사하는 아군 오인 사고로 19명의 해군 장병이 사망했다.

### 2021년 이란 선박 나포
2021년 1월 4일, 타스님 뉴스 통신은 사우디아라비아에서 아랍에미리트로 향하던 대한민국 국적의 유조선이 환경 오염 혐의로 나포되었다고 보도했다. 이 선박은 약 7,000톤의 에탄올을 싣고 있었다고 한다. 대한민국은 호르무즈 해협에서 석유 오염을 일으켰다는 혐의에 대해 언급을 거부했다. 블룸버그가 수집한 선박 추적 데이터에 따르면, 한코크 케미호는 2021년 1월 2일 사우디아라비아 주베일에서 석유를 적재한 후 푸자이라항으로 향하고 있었다.

### 2021년 IRIS 하르크 침몰
2021년 6월 2일, 이란 해군의 개조된 올급 보급유조선인 IRIS 하르크가 화재 발생 후 호르무즈 해협에서 침몰했다. 이 배는 이란 해군 최대 규모의 선박이었다.

### 2024년 MSC 아리에스 나포
2024년 4월 13일, 이란 이슬람 혁명 수비대 해군은 아랍에미리트 해안의 푸자이라 항구 도시 앞 오만만을 항해하던 포르투갈 국적의 MSC 아리에스 컨테이너선을 나포했으며, 이후 해양법을 위반했다는 주장으로 25명의 승무원이 탑승한 이 컨테이너선을 해협을 통해 조종했다. MSC 아리에스는 조디악 마리타임의 계열사인 고르탈 쉬핑으로부터 MSC가 임차한 선박이다. 탑승한 25명의 승무원에는 인도인 17명, 필리핀인, 파키스탄인, 러시아인, 에스토니아인이 포함되어 있다.

### 2025년 이란의 해협 폐쇄 위협
2025년 6월 14일, 이란은 이스라엘이 자국의 군사 및 핵 시설을 공격한 것에 대한 보복으로 호르무즈 해협을 폐쇄하거나 봉쇄하겠다고 위협한 것으로 알려졌다. 이란 의회 의원이자 혁명수비대 장군인 에스마일 코사리는 해협 폐쇄가 "심각하게 고려되고 있다"고 발표했다.
파이낸셜 타임스는 그러한 조치가 최근 7~14% 상승한 유가를 100~150달러 이상으로 치솟게 할 수 있으며, 이는 전 세계 인플레이션을 부채질하고 경제 침체에 기여할 가능성이 높다고 보도했다. 라보은행 애널리스트들은 "사우디아라비아, 쿠웨이트, 이라크, 이란은 모두 수출을 위해 하나의 작은 통로에 완전히 갇혀 있다"고 언급하며 지역 수출국들의 취약성을 강조했다. 현재 이 해협은 원유, 콘덴세이트, 석유 제품을 포함하여 전 세계 석유 소비량의 거의 20%에 해당하는 하루 1,800만~1,900만 배럴을 처리한다.
분석가들은 이란 자체도 해협을 봉쇄하려는 시도로 인해 심각한 결과를 겪을 수 있다고 경고했다. "이란 경제는 해로를 통한 상품 및 선박의 자유로운 통과에 크게 의존하고 있으며, 석유 수출은 전적으로 해상에 기반을 두고 있다"고 JP모건 애널리스트들은 설명했다. 그들은 해협을 폐쇄하는 것이 이란의 유일한 주요 석유 고객인 중국과의 중요한 에너지 무역에도 부담을 줄 수 있다고 덧붙였다.
2025년 6월, 두 유조선이 호르무즈 해협에서 충돌했지만, 초기 보고서에서는 이것이 안보 관련 사건이라는 징후는 없었다. 2025년 6월 22일, 이란 의회는 최고국가안보위원회의 결정을 기다리며 해협 폐쇄 결의안을 승인했다. 혁명수비대 사령관 에스마일 코사리는 해협 폐쇄가 여전히 "의제"에 있으며 "필요할 때마다" 실행될 것이라고 확인했다.

#### 2025년 6월 23일
이란 의회는 최근 미국의 이란 핵 시설 공습에 대응하여 호르무즈 해협 폐쇄를 요구하는 결의안을 승인했다. 이번 조치는 지역 내 긴장이 고조되고 있음을 강조한다. 이 조치는 의회에서 통과되었지만, 최종 결정은 이란의 최고 안보 기관인 이란의 최고국가안보위원회에 달려 있다. 의회 국가안보위원회 위원인 코사리 소장에 따르면, 이 대응은 국가 주권을 보호하고 추가적인 외국의 공격을 저지하기 위해 필요하다고 여겨졌다.
전 세계 일일 석유 공급량의 약 20%가 통과하는 해협의 잠재적 폐쇄는 전 세계 에너지 시장을 크게 교란할 것이다. 이러한 움직임은 원유, 액화천연가스 및 기타 석유 제품의 해상 요충지로서 해협의 중요한 역할을 고려할 때 유가를 급등시키고 세계 경제를 불안정하게 만들 위험이 있다.

## 이란의 항해 저지 능력
밀레니엄 챌린지 2002는 2002년에 미군이 수행한 주요 워 게임 훈련이었다. 이 훈련은 이란이 해협을 폐쇄하려는 시도를 시뮬레이션했다. 가정과 결과는 논란이 되었다. 이 기사에서 이란의 전략은 물질적으로 우월한 미군을 물리친다.
인터내셔널 시큐리티의 2008년 기사는 이란이 한 달 동안 해협의 통항을 봉쇄하거나 방해할 수 있으며, 미국이 이를 재개하려는 시도는 갈등을 악화시킬 가능성이 있다고 주장했다. 그러나 이후 호에서는 몇 가지 주요 전제에 의문을 제기하고 훨씬 짧은 재개 일정을 제시하는 응답이 실렸다.
2011년 12월, 이란 해군은 해협을 따라 공해 (바다)에서 10일간의 훈련을 실시했다. 이란 해군 사령관 하비볼라 사야리 제독은 훈련 중 해협이 봉쇄되지 않을 것이며, 이란군은 쉽게 할 수 있지만 그러한 결정은 정치적 차원에서 이루어져야 한다고 밝혔다.
존 커비 (군인) 국방부 대변인은 2011년 12월 로이터 기사에서 다음과 같이 인용되었다. "세계 해당 지역의 긴장을 고조시키려는 노력은 도움이 되지 않으며 역효과를 낳을 것이다. 우리는 해당 지역에서 친구와 파트너, 그리고 국제 사회에 대한 약속을 지킬 충분한 역량을 갖추고 있다고 확신한다." 같은 기사에서 브루킹스 연구소의 이란 전문가 수잔 말로니는 "미군이 이란의 위협을 비교적 신속하게 처리할 수 있을 것으로 예상한다"고 말했다.
마틴 뎀프시 합동참모본부 의장은 2012년 1월 "이란은 일정 기간 동안 호르무즈 해협을 봉쇄할 수 있는 능력을 갖추는 데 투자해왔다"고 말했다. 그는 또한 "우리는 그런 일이 발생하면 그것을 극복할 수 있는 능력에도 투자해왔다"고 밝혔다.
2012년 5월, 터키 해사법 연구원 닐루페르 오랄은 이란이 유조선과 같은 선박의 통행을 막겠다는 위협을 실행한다면 해양법에 관한 유엔 협약과 1958년 공해에 관한 협약 모두 위반될 것이며, 통행 행위는 법적으로 경제 제재 부과와 관련이 없다고 결론지었다. 기사는 또한 연안국은 다음과 같은 경우에만 "통항 또는 중단 불가능한 무해 통항"을 막을 수 있다고 주장한다. 첫째는 해협 연안국 주권, 영토 보전 또는 정치적 독립에 대한 위협 또는 실제 무력 사용이 통항 중 발생하는 경우이며, 둘째는 선박이 다른 방식으로 유엔 헌장에 명시된 국제법 원칙을 위반하는 경우이다.
2013년 기준으로, 이 조약은 대부분의 NATO 및 소련 블록 국가를 포함한 63개국이 비준했지만, 대부분의 OPEC 및 아랍 연맹 국가(예: 시리아, 이집트, 요르단, 사우디아라비아, 이란 등)와 중화인민공화국, 조선민주주의인민공화국, 대한민국은 예외였다.

## 우회 송유관

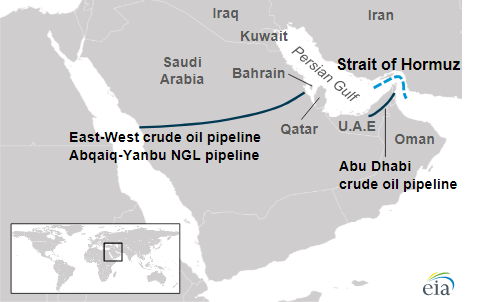
하브샨-푸자이라 송유관 및 동서 원유 파이프라인 지도

2012년 6월, 사우디아라비아는 2001년 이라크로부터 압류하여 이라크를 가로질러 홍해 항구까지 이어지는 이라크 송유관(IPSA)을 재개통했다. 이 송유관은 하루 165만 m³의 수송 능력을 갖는다.
2012년 7월, 아랍에미리트는 아부다비의 하브샨 유전에서 오만만의 푸자이라 석유 터미널까지 이어지는 새로운 하브샨-푸자이라 송유관을 사용하기 시작하여 사실상 호르무즈 해협을 우회한다. 이 송유관은 하루 최대 약 200만 m³의 수송 능력을 갖추고 있는데, 이는 2012년 아랍에미리트 생산량의 4분의 3 이상에 해당한다. 아랍에미리트는 또한 푸자이라의 저장 및 하역 능력을 확대하고 있다. 아랍에미리트는 푸자이라에 1,400만 m³ 용량의 세계 최대 원유 저장 시설을 건설하여 푸자이라의 글로벌 석유 및 무역 허브로서의 성장을 강화하고 있다. 하브샨-푸자이라 노선은 아랍에미리트의 에너지 안보를 확보하며, 육상 석유 파이프라인 운송이라는 이점을 가지고 있는데, 이는 가장 저렴한 석유 운송 형태로 간주되며 유조선이 더 이상 페르시아만으로 진입하지 않아 보험 비용도 절감된다.

## 같이 보기
- 아부 무사섬
- 호르모즈간주
- 호르무즈 왕국
- 무산담 반도

## 추가 문헌
- Wise, Harold Lee (2007). 《Inside the Danger Zone: The U.S. Military in the Persian Gulf 1987–88》. Annapolis: 해군대학 출판부. ISBN 978-1-59114-970-5.
- Diba, Bahman Aghai (2011). 《Is Iran legally permitted to close Strait of Hormuz to countries that impose sanctions against Iran's oil?》. Cupertino, California: Payvand Iran News. 2021년 2월 25일에 원본 문서에서 보존된 문서. 2012년 2월 22일에 확인함.
- Hormuzi. 《what is tourist attractions around strait of Hormuz?》.
- Waehlisch, Martin. 《The Iran-United States Dispute, the Strait of Hormuz, and International Law》. The 예일 국제법 저널 온라인, Vol. 37 (2012년 봄), pp. 23-34. 2012년 8월 25일에 원본 문서에서 보존된 문서.